# 젊은평론가상
젊은평론가상은 한국문학평론가협회가 2000년부터 매해 활발한 비평 활동을 펼친 신진 평론가들 중 한 명을 선정하는 문학상이다.

## 역대 수상 작품
| 연도   | 회차 | 이름   | 수상작                                                                                                |
| ------ | ---- | ------ | --- |
| 2001년 | 1회  | 홍용희 | <내국 망명자와 생활 세계적 가능성의 지형>                                                             |
| 2002년 | 2회  | 권명아 | <맨몸의 숭고와 ‘비판적 삶’의 종결                                                                     |
| 2003년 | 3회  | 오형엽 | <신체적 주체의 시 쓰기＞                                                                              |
| 2003년 | 4회  | 김춘식 | <시적 위반, 한 줌의 불온성(?)＞                                                                       |
| 2004년 | 5회  | 이재복 | <마돈나에서 사이보그까지＞                                                                            |
| 2005년 | 6회  | 이상숙 | <한국의 생태시와 불교적 세계관＞                                                                      |
| 2006년 | 7회  | 고인환 | <이복형제들의 교감과 연대－이명랑론＞                                                                 |
| 2007년 | 8회  | 홍기돈 | <문학이라는 마경(魔鏡)?엄창석의 ≪비늘 천장≫에 대하여＞                                                |
| 2008년 | 9회  | 김문주 | <곤혹스러운 비평의 시대, 비평의 감각과 윤리＞                                                         |
| 2009년 | 10회 | 이성천 | <우울한 일상의 무가(巫歌), 신처용가－김기택의 시 세계＞                                               |
| 2010년 | 11회 | 허혜정 | <여자인가, 죄인인가, 광인인가＞                                                                       |
| 2011년 | 12회 | 고명철 | <‘민중(적) 서사’의 논쟁성과 운동성＞                                                                  |
| 2012년 | 13회 | 오태호 | <고요한 정신의 깊이들－신달자, 최동호, 유안진, 임보 시집론>                                           |
| 2013년 | 14회 | 이경재 | <장편소설의 새로운 가능성>                                                                            |
| 2014년 | 15회 | 김종훈 | <갇힌 주체의 부정성>                                                                                  |
| 2015년 | 16회 | 고봉준 | <‘주체’에서 멀어지는 목소리들>                                                                        |
| 2016년 | 17회 | 이경수 | <곤경을 넘어 애도에 이르기까지>                                                                       |
| 2017년 | 18회 | 백지연 | <가능한 미래를 성찰하는 문학>                                                                         |
| 2018년 | 19회 | 박혜진 | <알레고리와 거리>                                                                                     |
| 2019년 | 20회 | 권희철 | <아이러니와 아날로지>                                                                                 |
| 2020년 | 21회 | 강동호 | <희망의 이름ː 김애란>                                                                                 |
| 2021년 | 22회 | 박상수 | <실감의 무화, 버추얼화된 자아와 메타화ː 조해주, 양안다, 문보영의 시의 감각과 자아 보존 욕망에 대하여> |
| 2022년 | 23회 | 남승원 | <도피처에서 연대까지ː 공간의 변화와 소설적 반응>                                                      |
| 2023년 | 24회 | 최진석 | <탈인간을 위한 시-차들ː 거대한 연결의 시적 조건>                                                      |
| 2024년 | 25회 | 안서현 | <청자의 솔리로퀴(soliloquy), 화자의 마지막 테이프ː 청자의 서사>                                       |
| 2025년 | 26회 | 백지은 | <마음대로 사는 사람아>                                                                                |